# Leo Weilenmann

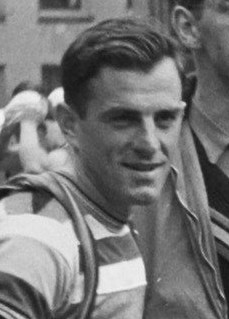
Leo Weilenmann (1952)

Leo Weilenmann (* 29. September 1922 in Zürich; † 6. Januar 1999 ebenda) war ein Schweizer Radrennfahrer.
1943 und 1944 wurde Leo Weilenmann Schweizer Meister in der Einerverfolgung auf der Bahn. In beiden Jahren gewann er auch den Titel in der Mannschaftsverfolgung. 1945 trat er zu den Profis über und startete in den folgenden Jahren für verschiedene deutsche, italienische, französische und Schweizer Mannschaften. In seinem ersten Profijahr gewann er die Meisterschaft von Zürich, wurde Zweiter der Schweizer Meisterschaft im Strassenrennen und Dritter in der Verfolgung; im Jahr darauf wurde er Schweizer Profi-Meister in der Verfolgung. 1947 gewann er das Mémorial Max Burgi und wurde Zweiter der Nordwestschweizer Rundfahrt, hinter dem zweifachen Schweizer Weltmeister Hans Knecht. 1948 und 1949 wurde er jeweils Zweiter der Schweizer Meisterschaft in der Verfolgung. 1952 startete er bei der Deutschland-Rundfahrt für das Radsportteam Rabeneick.
Leo Weilenmann war der jüngere Bruder des Radrennfahrers Gottfried Weilenmann.